# Galya Novents
Galya Novents (in armeno Գալյա Նովենց?; 1º luglio 1937 – 22 luglio 2012) è stata un'attrice cinematografica armena-sovietica, una delle più importanti attrici armene del XX secolo, paragonata ad Anna Magnani per la tipologia dei ruoli impersonati e per lo stile interpretativo.

## Biografia
Galya Novents nacque il 1º luglio 1937 in Yerevan. In 1958, si laureò al Yerevan Institute of Fine Arts and Theatre. Tra il 1961 e 1971 lavorò come attrice al Teatro di Stato di Kapan, città nel sud-est dell'Armenia, capitale della provincia di Syunik), al Teatro Vardan Achemyan di Gyumri dal 1971 al 1977, dal 1977 al 1983 al Gabriel Sundukyan National Academic Theatre, allo Hamazgayin State Theatre diretto da Sos Sargsyan e al Teatro Drammatico dell'Erevan Hrachya Ghaplanyan. Negli ultimi anni della sua vita si esibì sul palco del Teatro di commedia musicale Paronyan di Hakob.
Alla 42ª Mostra Internazionale d'Arte Cinematografica di Venezia le fu assegnata una menzione speciale come migliore attrice per il film Tango della nostra infanzia, ma non venne premiata.
Nel 1998 ricevette l'onorificenza Medal of the Year, nel 2007 il titolo di Artista del popolo e nel 2008 il Premio speciale Artavazd dell'Associazione degli artisti dell'Armenia.

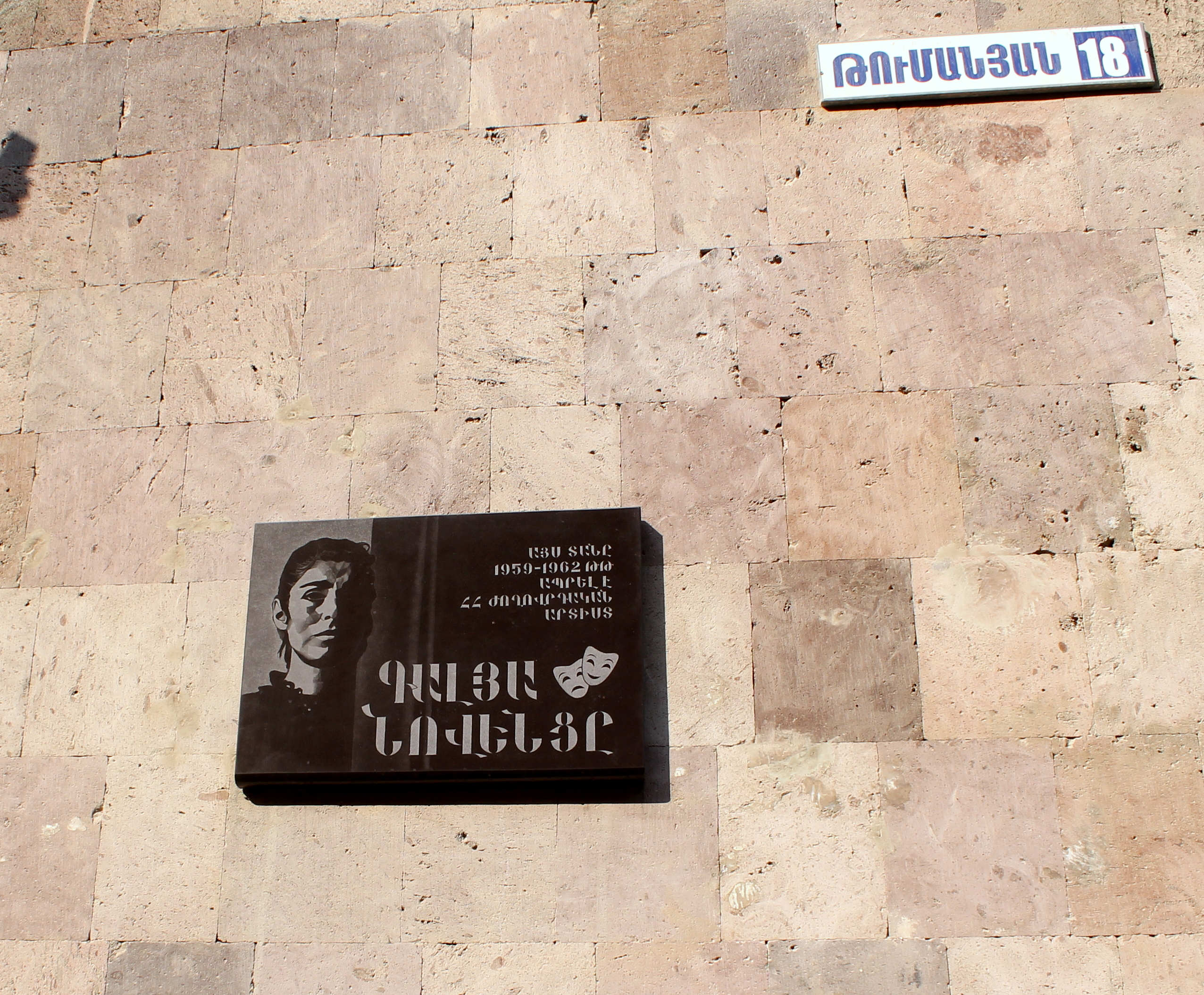
Targa su Galya Novents in Kapan

Morì il 22 luglio 2012 a Los Angeles all'età di settantacinque anni.

## Premi e riconoscimenti
- Medal of the Year, 1998
- Artista del popolo (2007)
- Premio speciale Artavazd dell'Associazione degli artisti dell'Armenia (2008)

## Filmografia
- Khent hreshtak (2001)
- Klamek ji bo Beko (1992), sotto il nome Galina Novenz
- Dove sei stato, uomo di Dio? (1992), mini serie tv
- Blood (1991)
- Respiro (1989)
- Tchanaparh depi Sasuntsi Davit (1988)
- Apple Garden (1985)
- White Dreams (1985)
- Il tango della nostra infanzia (1985)
- Cry of a Peacock (1983)
- Gikor (1982)
- La canzone dei vecchi tempi (1982)
- Ktor me yerkinq (1980)
- Trionfi di vita (1977)
- Qui, su questo incrocio (1975)
- Sour Grape (1974)
- Heghnar aghbyur (1971)
- Noi e le nostre montagne (1969)
- Barev, yes em (1966)